# Тинги-бото
Тинги-бото (Carapató, Dzboku’a, Dzubukuá, Karapató, Tingui, Tingui-Boto, Tingui-Botó) — мёртвый неклассифицированный язык, на котором раньше говорил народ, называющий себя тинги-бото, который в настоящее время перешёл на португальский язык. Свой язык они называли дзубукуа или дзбокуа. В 2002 году их насчитывалось 350 человек.